# Rhuddaniano
| Devoniano                                                                                           | Inferiore     | Lochkoviano | Più recente |
| Siluriano                                                                                           | Pridoliano    | -           | 422,7±1,6   |
| Siluriano                                                                                           | Ludloviano    | Ludfordiano | 425,0±1,5   |
| Siluriano                                                                                           | Ludloviano    | Gorstiano   | 426,7±1,5   |
| Siluriano                                                                                           | Wenlock       |             |             |
| Siluriano                                                                                           | Homeriano     | 430,6±1,3   |             |
| Siluriano                                                                                           | Sheinwoodiano | 432,9±1,2   |             |
| Siluriano                                                                                           | Llandovery    |             |             |
| Siluriano                                                                                           | Telychiano    | 438,6±0,1   |             |
| Siluriano                                                                                           | Aeroniano     | 440,5±1,0   |             |
| Siluriano                                                                                           | Rhuddaniano   | 443,1±0,9   |             |
| Ordoviciano                                                                                         | Superiore     | Hirnantiano | Più antico  |
| Suddivisione del sistema del Siluriano secondo la Commissione internazionale di stratigrafia (ICS). |               |             |             |

Nella scala dei tempi geologici, il Rhuddaniano rappresenta il primo dei tre stadi stratigrafici o età in cui è suddiviso il Llandovery, la prima epoca del periodo Siluriano, che a sua volta è il terzo dei sei periodi in cui è suddivisa l'era del Paleozoico.
Il Rhuddaniano è compreso tra 443,7 ± 1,5 e 439,0 ± 1,8 milioni di anni fa (Ma), preceduto dall'Hirnantiano, (l'ultimo stadio dell'Ordoviciano) e seguito dall'Aeroniano.

## Etimologia
Il Rhuddaniano deriva il suo nome dal villaggio di Cwm Rhuddan, situato a sud di Llandovery, nel Galles.

La denominazione e lo stadio furono proposti nel 1971 da un gruppo di geologi inglesi diretti da L. Cocks.

## Definizioni stratigrafiche e GSSP
La base del Rhuddaniano, nonché dell'intero periodo Siluriano, è data dalla prima comparsa negli orizzonti stratigrafici dei graptoliti della specie Parakidograptus acuminatus e Akidograptus ascensus.
Il limite superiore è definito dalla prima comparsa dei graptoliti della specie Monograptus austerus sequens.

### GSSP
Il GSSP, il profilo stratigrafico di riferimento della Commissione Internazionale di Stratigrafia, è stato identificato nel 1984 in una sezione di Dob's Linn, nei pressi di Moffat, in Scozia. 